# 慕尼黑-鹿园站
鹿园站（德語：Bahnhof München-Hirschgarten）是一座慕尼黑快铁1-4号线和6、8号线位于马克斯近郊的一座车站，毗邻鹿园。
它位于 Friedenheimer Brücke 的 Laim 和 Donnersbergerbrücke 火车站之间的主干线上。
于2009 年 12 月开放，为附近 Birketweg 正在开发的新区提供交通服务。在早期规划阶段，提议的名称是“Friedenheimer Brücke”。慕尼黑 S-Bahn 网络的 S1、S2、S3、S4、S6 和 S8 线路为该站提供服务，这些线路将车站与市中心（所有线路）、慕尼黑机场（S1 和 S8）和郊区连接起来。这些线路每 20 分钟一班，在高峰时段，部分线路增加到每 10 分钟一班，因此每 2-4 分钟一班，将 Hirschgarten 与市中心连接起来。